# Хохотва Олександр Іванович
Хохотва Олександр Іванович (1952) — гірничий інженер-електрик, голова Державної служби гірничого нагляду та промислової безпеки України, заслужений шахтар України, повний кавалер почесних знаків «Шахтарська слава» та «Шахтарська доблесть», нагородженого орденом «За заслуги» III ступеня, Почесною грамотою Міністерства палива та енергетики України та ін.